# فويانو ديلا شيانا
Foiano della Chiana هي بلدة زراعية صغيرة تقع في شرق توسكانا، في مقاطعة أريتسو، بين مدينتي سينالونجا وكورتونا. والتي تشتهر عامة بمهراجانتها السنوية.

## تاريخها

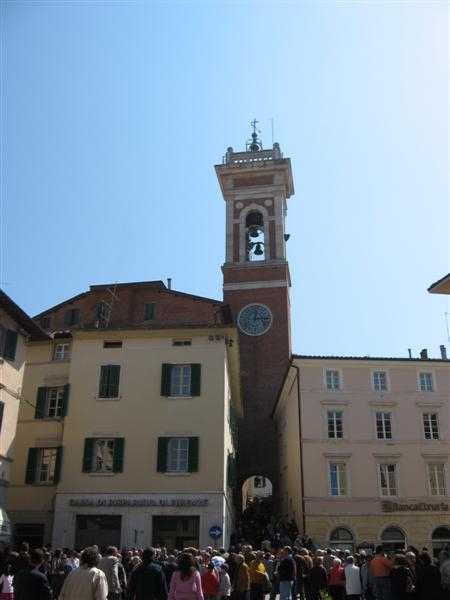
فويانو ديلا شيانا

أطلق الاسم فويانو والتي هي وفقا لأسطورة، مشتقة من الإله يانوس الذي نسلق نهر التيبر واستقر في ظل تل، أطلق عليه لاحقا فلوس يانوس. حيث ذكر الروماني لوثار الأول أيضا على العثور على رق يعود تاريخه إلى عام 842 م في مكان التدريب في فوقيانوس.
وانتقلت السيطرة من فويانو من أريتسو إلى فلورنسا في عام 1383، حيث قام السكان ببناء أسوار محصنة حول المدينة. وفي عام 1387 أصبحت المدينة بلدية حرة حيث تم صياغة أول قانون مجتمعي. وثم سقطت فويانو مرة أخرى بعد حصار الأراغون لها لتسقط تحت سيطرة فلورنسا وتم بناء أسوار المدينة الجديدة «على شكل قلب» في عام 1480.
حيث كانت فويانو أفضل نقطة دفاع في فالديشيانا لأنها محاطة بالمستنقعات من ثلاث جهات. حيث سيضطرعلى السكان والزوار الراغبين بالدخول إلى المدينة باستخدام القوارب من أجل الوصول اليها، أو عن طريق البر إلى المدينة. وكانت المستنقعات موجودة ان ذاك حيث يتدفق نهر تشيانا الآن. وتم بناء قلعة فويانو على الجانب الجنوبي من المدينة حيث تغيرت المكلية عدة مرات وفقا لمن حكم الأرض. ويجدر بالذكر ان ليوناردو دا فينشي وصل إلى فويانو عام 1502 وبدأ في وضع خطط لتجفيف فالديشيانا وكذلك خريطة فالديشيانا الشهيرة. وكانت فويانو في عام 1525 أول بلدية تتخلى عن مستنقعاتها إلى ميديشي للتصريف. حيث استغرق الأمر ثلاثة قرون لاستنزاف فال دي شيانا، والاستمرار خلال فترة حكم اسرة لورينا. وفقط حينها، ومع سقوط سيينا في عام 1554، أصبحت جميع الأراضي تحت سيطرة ميديشي، حيث امكن وقتها إعداد خطة منسقة وكاملة للاستصلاح. وكانت شخصيات مثل ليوناردو دا فينشي، أنطونيو دا سانغالو الأصغر، بالداسار بيروزي وفيجنولا كانوا جزءا هاما منها.
اما في عام 1789، جاءت قوات نابليون عبر توسكانا، حيث لم تكن لدى الثورة الفرنسية أي تأثير على فويانو، والتي تمتعت بحماية موجودة مسبقًا في فلورنسا. وأخذت فويانو اسم فويانو ديلا شيانا في عام 1862 وكانت واحدة من أولى البلديات التي تنتخب مجلسًا محليًا بالأغلبية الشعبية.

## المعالم السياحية الرئيسية
توجد داخل المدينة المسورة، أعمال فنية ومعمارية لأندريا ديلا روبيا وفنانين بارزين آخرين من عصر النهضة.
وداخل كنيسة سان ميشيل أركانجيلو أيضا، على مذبح الكنيسة الجنوبي الثاني، ويوجد أيضا مادونا الوردية التي قام برسمها لورينزو ليبي وعلى المذبح الشمالي الثالث يوجد فخار مصقول صنع من قبل ديلا روبيا وابنه جيوفاني في حوالي عام 1495 – 1500.
يؤدي طريق كورسو فيتورو ايمانويل إلى ساحة بيزا ديلا كينتولا حيث توجد لوحة مادونا ديلا كينتولا داخل كنيسة كوليجياتا نفسها عام 1502 بواسطة اندري ديلا روبيا، ولوحة تتويج العذراء "Coronation of the Virgin" مدرسة لوكا سنيوريلي.
وتضم كنيسة سانتا ماريا ديلا فراتينيتا أربع لوحات للرسام جيوفاني كاميلو ساجريستاني وتمثال مادونا والطفل لأندريا ديلا روبيا (حوالي عام 1460)، بناءً على نموذج لعمه لوكا.
حيث شملت الأعمال المعمارية لفويانو القرن الرابع عشر بالازو بريتوري على طول جانب واحد من كنسية بيازا كافور، وبالازو ديلي لوقي على الجانب الآخر، والذي بني من بين القرنين السادس عشر والسابع عشر. وكان بالازو مقرا لإقامة فرديناندو الثاني دي ميديشي والأرشيف التاريخي البلدي والمكتبة موجودة الآن بالداخل، مع بعض القاعات المستخدمة للمعارض. وقد تم تجديد برج سيفيك في الاونة الاخيرة، ولكم قامو بالحفاظ على أبعاده وواجهته الأصلية بترميمة بسبب مكانته واهميته كملعم سياحي. ويوجد أيضًا مسرح قاريبالدي الذي كان يُطلق عليه اسم مونتي بيو في عام 1570 وبالازو نيري سيرنيري الموجودة في داخل البلدة القديمة. تعتبر أيضا قطع الحبوب التي تحمل أذرع ميديسي مثالًا جيدًا على تاريخ بلدة فويانو الطويل. اما بالقرب من المدينة يقع معبد سانتو ستيفانو ديلا فيتوريا الصغير المثمن الأضلاع الشكلي، والذي بناه جورجيو فاساري لدوق كوزيمو الأول وتكريس منه لانتصار كوزيمو في معركة سكاناجالو.

## سكان البلدة
- الرسامالإيطالي أنطونيو سيرسيناني من مواليد عام (1560–1620) في أواخر عصر النهضة. وشملت أعماله Trinity in Chiesa della Santissima Trinità و Foiano della Chiana
- ملحن ومعلم الغناء الشهير لويجي فانوتشيني من مواليد عام (1828-1911).
- شاعر وكاتب ايطالي وخبير بارز في الغازو الطبيعي والنفط ماريو لوكريزيو ريالي (من مواليد فويانو 1939)
- لاعب كرة طائرة ايطالي للرجال وعضو في المنتخب الإيطالي للكرة الطائرة للرجال والذي يعيش في المدينة أليساندرو فاي (من مواليد 1978).
- واخيرا لوكا فاني (من مواليد 1985) وهو لاعب تنس إيطالي محترف. يتنافس بشكل رئيسي في جولة ATP Challenger و ITF Futures ، في الفردي والزوجي. يعيش في المدينة

## تفقد أيضا للمزيد من المعلومات
- كرنفال فويانو ديلا شيانا

## روابط خارجية
- الموقع الرسمي باللغة الإيطالية
- كرنفال فويانو باللغة الإيطالية